# ブロンクス (ガーゴイルズ)
ブロンクス (buronx) は、アメリカのテレビアニメ『ガーゴイルズ』に登場する架空の犬。声の出演は日米共にフランク・ウェルカーが演じている。

## プロフィール
- 生年月日：不明
- 身長：170cm
- 体重：不明
- 出身地：イギリスのスコットランド
- 特技：噛み付き、引っ掻き
- 性別：雄？
- 趣味：テレビを見ること
- 苦手なもの：魔法系の技
- 好物：日光

## 犬物
マンハッタン一族の番犬で犬型のガーゴイル。
身長は170cmもあり人間並みの巨体を誇る。体色は青。994年の過去編でマンハッタン一族と共にワイバーン城の番犬を務めていた。落城の前日に騒ぎを起こして城の卵の保管場所に入っていたため無事だった。しかし、落城後メイガスの誤解によりハドソンら共々彫像にされてしまい1000年間の眠りにつく。
その後、デヴィッド・ザナトスにより封印を解かれ1995年の現代編でゴライアスらと共に目覚めた。その後はマンハッタン一族と共に戦い、ゴライアスとエリサ・マーザと共にアーチメイジに襲来に対抗するべくアバロン島に向かう。その後、ゴライアスとアンジェラがアーチメイジを敗ったため、ゴライアス、アンジェラ、エリサ・マーザと共にマンハッタンに帰るための世界各国を守る旅に同行する。旅編ではアンジェラに懐いている描写があったが、過去編で初めて懐いた相手はなにを隠そうアンジェラの父親であるゴライアスである。その後はキャンモアやクォリーメン軍団との戦いを経てゴライアスらと共にマンハッタンを守っていくことを誓う。

## ガーゴイルの犬として
ブロンクスはガーゴイル型の犬であり、他のガーゴイル達と違い言葉は発しない。
さらに翼を持っていないため滑空することもできない。ガーゴイルであるため基本的に日光を浴びると石化してしまうが、コミックではライオンブロンクスという強化形態に変身している限り日光を浴びても石化することはない。

## 戦闘能力
ガーゴイルの犬であるため、怪力やスピードはかなり優れている。戦闘能力や運動能力は高く皮膚も頑丈でハイイロオオカミに何度噛み付かれてもノーダメージであった。単体でもオオカミの群れを一匹で蹴散らす強さを持つ。世界各国を回る旅の試練の後はマトリックスの生体エネルギーを吸収したこともあり戦闘力が数倍アップしている。

## ライオンブロンクス（Lion buronx）
コミックのみに登場するブロンクスの強化変身形態。
全身が生体鎧で覆われグリフォンのような姿をしている。頭部がライオンのような形状に変化し翼が生えたため自在に飛行が可能である。戦闘能力は普段のブロンクスよりはるかに強力となっている。
必殺技は爪と牙に全身のエネルギーを集中させて敵の体内にエネルギーを注入する「ライオンアタック」。最大飛行速度はマッハ5。
必殺技
ライオンアタック
ライオンブロンクスが爪と牙に全身のエネルギーを集めて敵に突き刺しエネルギーを注入し敵を体内から破壊する必殺技。

## ハードワイヤードブロンクス（hardwired buronx ）
コミックのマトリックスの仮装空間内に登場するブロンクス強化形態。
マトリックスの作り出した仮装空間内に突入した際にマトリックスのエネルギーを吸収したことにより変身した。ハードワイヤードゴライアスと同様に仮装空間内で戦うことができ、体を原子分子化させる能力を持っておりゴライアス、ディンゴ、アンジェラと共にマトリックスと対決し追い詰めた。
必殺技
ハードワイヤードアタック
ハードワイヤードブロンクスが爪と牙に全身のエネルギーを集めて敵に突き刺しエネルギーを注入したり噛み付いたりして敵を体内から破壊する必殺技
原子分子化
ハードワイヤードブロンクスが全身を原子分子化させ粒子状になって攻撃・再生する技。この状態ではほとんどの物理的攻撃を無力化できる。

## 未来世界
もう一つの世界では、スティールクランロボットに海中で襲撃されるもマット・ブリューストーンに救出される。サイバーザナトスとの戦いでは、ザナトスタワーに連れて行ってもらえずレジスタンスの本拠地でゴライアスらを待っていたがサイラゴトルーパーに襲撃され、マット、クロウ共々レーザーガンで撃たれて消滅した。